# Communauté de communes de la Plaine du Rhin
Die Communauté de communes de la Plaine du Rhin ist ein französischer Gemeindeverband mit der Rechtsform einer Communauté de communes im Département Bas-Rhin in der Region Grand Est. Sie wurde am 1. Januar 2014 gegründet und umfasst 19 Gemeinden. Der Verwaltungssitz befindet sich im Ort Beinheim.

## Historische Entwicklung
Der Gemeindeverband entstand im Jahr 2014 durch die Fusion der Vorgängerorganisationen
- Communauté de communes de la Plaine de la Sauer et du Seltzbach
- Communauté de communes de Seltz - Delta de la Sauer und
- Communauté de communes de la Lauter

## Mitgliedsgemeinden
| Gemeinde                                    | Einwohner 1. Januar 2022 | Fläche km² | Dichte Einw./km² | Code INSEE | Postleitzahl |
| ------------------------------------------- | ------------------------ | ---------- | ---------------- | ---------- | ------------ |
| Beinheim                                    | 1.914                    | 15,23      | 126              | 67025      | 67930        |
| Buhl                                        | 505                      | 4,40       | 115              | 67069      | 67470        |
| Crœttwiller                                 | 178                      | 2,55       | 70               | 67079      | 67470        |
| Eberbach-Seltz                              | 429                      | 4,14       | 104              | 67113      | 67470        |
| Kesseldorf                                  | 445                      | 7,26       | 61               | 67235      | 67930        |
| Lauterbourg                                 | 2.339                    | 11,25      | 208              | 67261      | 67630        |
| Mothern                                     | 1.915                    | 10,30      | 186              | 67305      | 67470        |
| Munchhausen                                 | 812                      | 5,92       | 137              | 67308      | 67470        |
| Neewiller-près-Lauterbourg                  | 662                      | 7,34       | 90               | 67315      | 67630        |
| Niederlauterbach                            | 945                      | 11,22      | 84               | 67327      | 67630        |
| Niederrœdern                                | 905                      | 6,88       | 132              | 67330      | 67470        |
| Oberlauterbach                              | 551                      | 5,32       | 104              | 67346      | 67160        |
| Salmbach                                    | 587                      | 8,91       | 66               | 67432      | 67160        |
| Schaffhouse-près-Seltz                      | 552                      | 4,49       | 123              | 67440      | 67470        |
| Scheibenhard                                | 864                      | 4,62       | 187              | 67443      | 67630        |
| Seltz                                       | 3.135                    | 21,00      | 149              | 67463      | 67470        |
| Siegen                                      | 508                      | 8,10       | 63               | 67466      | 67160        |
| Trimbach                                    | 582                      | 3,94       | 148              | 67494      | 67470        |
| Wintzenbach                                 | 528                      | 6,96       | 76               | 67541      | 67470        |
| Communauté de communes de la Plaine du Rhin | 18.379                   | 149,83     | 123              | –          | –            |